# Kathedraal van de Onbevlekte Ontvangenis (Beijing)
De Kathedraal van de Onbevlekte Ontvangenis (Chinees: 圣母无染原罪堂), ook bekend onder de naam Xuanwumen-kerk (Chinees: 宣武门天主堂) of Nantang (Chinees : 南堂, letterlijk: Zuiderkerk), is een rooms-katholiek kerkgebouw in Peking. De oorspronkelijk stichting van de kathedraal dateert van 1605 en daarmee is het de oudste katholieke kerk van Peking. Het huidige gebouw in barokke stijl dateert van 1904. Aartsbisschop Joseph Li Shan is een van de weinige bisschoppen die zowel door de Heilige Stoel als door de Chinese Katholieke Patriottische Vereniging wordt erkend.

## Geschiedenis

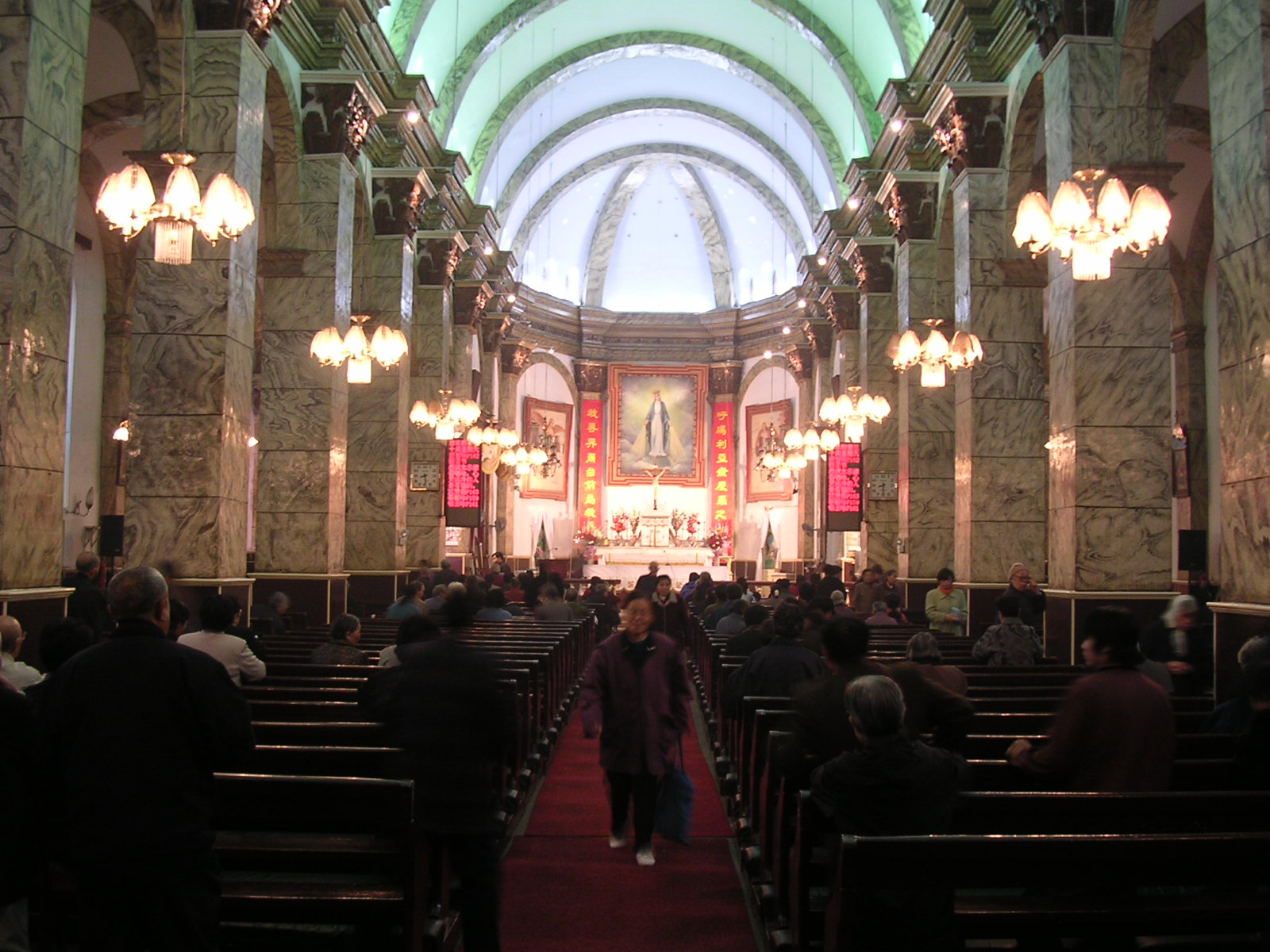
Interieur

De geschiedenis van de kathedraal gaat terug tot 1605, het 33ste regeringsjaar van keizer Wanli van de Ming-dynastie. Toen Matteo Ricci, het hoofd van de missie van de jezuïeten in China, in Peking arriveerde, stond de keizer hem iets ten westen van de locatie van de huidige kathedraal een plek om te wonen toe. Bij de woning verrees een kleine kapel in Chinese stijl, met boven de ingang als enige herkenningsteken van een christelijk gebedshuis een kruis. De kapel stond toen bekend onder de naam Xuanwumen-kapel (宣武门礼拜堂).
In 1650 werd de kapel onder leiding van de Duitse jezuïet Johann Adam Schall von Bell binnen twee jaar vervangen door een nieuw gebouw. Keizer Shunzhi was de jezuïet gunstig gezind, hij  bezocht de kerk niet minder dan 24 keer en op een stele stond de tekst "gebouwd op keizerlijk bevel".
In 1690 werd er voor het eerst een bisschop benoemd, de Franciscaan Bernardin della Chiesa, en de kerk werd een kathedraal.
Tijdens de regering van keizer Kangxi werd de kathedraal vergroot en gerenoveerd. De nieuwe kathedraal werd het tweede in Europese stijl gebouwde gebouw van Peking. Het godshuis werd door een aardbeving in 1720 verwoest. Daarna verrees een nieuw kruisvormig gebouw in barokke stijl, met een lengte van 86 meter en een breedte van 45 meter. Een aardbeving in 1730 beschadigde ook dit gebouw en keizer Yongzheng doneerde zelf 1000 zilverstukken voor het herstel. Na de wederopbouw had de kathedraal grotere ramen, hetgeen een lichter interieur met meer grandeur opleverde.
Ook keizer Qianlong doneerde een groot bedrag toen de kerk in 1775 werd getroffen door brand.
In 1838 werden vanwege conflicten tussen de overheid en de kerk restricties voor de activiteiten van de katholieke kerk uitgevaardigd. In het decreet werd de confiscatie van de kathedraal verordonneerd en dat bleef zo tot het einde van de Tweede Opiumoorlog, toen de beperkingen voor de katholieke kerk weer werden opgeheven. Onder leiding van bisschop Joseph Martial Mouly werd de kathedraal in 1860 weer heropend.
Tijdens het uitbreken van de bokseropstand in 1900 werden alle kerken van Peking doelwitten van vandalisme. Op 14 juni 1900 werd de kathedraal, net als de meeste andere kerken van de stad, met de grond gelijk gemaakt. Het huidige gebouw werd in 1904 voltooid, de vierde kerk op de plaats.
Op 21 december 1979 werd bisschop Michael Fu Tieshan in de kathedraal gewijd. Het was de eerste grote gebeurtenis voor katholiek China na de culturele revolutie. Sinds 1996 staat de kerk op de monumentenlijst van de volksrepubliek China.